# Албенга
Албенга (на италиански: Albenga) е град и община в провинция Савона в регион Лигурия, Италия с 24 463 жители (към 31 декември 2011).

## География
Разположен е на Генуезкия залив на Лигурско море, на Италианската ривиера. Град Албенга се намира на държавния път 1 (Виа Аурелия). Морски курорт.

## История
През древността Албенга се казва Албингаунум и е столица на племето ингауни от лигурите. По времето на Римската империя през 2 век пр.н.е. се построява на неговото място Албум Ингаунум и става муниципиум. Градът се развива като важен град и става седалище на епископ. От средата на 10 век е столица на Ардуинската марка и се владее от фамилията Ардуини. С участието си в Първия кръстоносен поход като свободен град претърпява икономически напредък, който не е прекъснат от завладяването му от Генуа през 1251 г.

## Икономика
Основните отрасли на икономиката на града са туризмът и зеленчукопроизводството. Световна известност има сорта домат Сърцето на Албенга.